# Anillo negro
Un anillo negro es un agujero negro con forma anular, hasta la fecha conjeturado solo de forma teórica. Se daría en un espacio de cuatro dimensiones y no se desplomaría sobre sí mismo por la fuerza centrífuga generada al girar. Esta forma ha sido considerada imposible por los físicos. 